# Meliti
Meliti (in greco Μελίτη?, in slavomacedone: Voštarani, Вощарани) è un ex comune della Grecia nella periferia della Macedonia occidentale di 7.038 abitanti secondo i dati del censimento 2001.
È stato soppresso a seguito della riforma amministrativa detta Programma Callicrate in vigore dal gennaio 2011 ed è ora compreso nel comune di Florina.

## Località
Meliti è suddiviso nelle seguenti località (i nomi dei villaggi tra parentesi):
- Neochoraki (Neochoraki, Agios Athanasios)
- Achlada (Achlada, Ano Achlada, Giourouki)
- Vevi
- Itea
- Lofoi
- Meliti
- Palaistra
- Pappagiannis
- Sitaria
- Skopos
- Tripotamos